# 앨릭 마에마에
앨릭 레너드 마에마에(영어: Alick Leonard Maemae, 1985년 12월 10일 ~ )는 솔로몬 제도의 축구 선수로 포지션은 미드필더이다. 현재는 바누아투의 아미칼레 소속으로 뛰고 있다.